# Jean-Joseph Tarayre

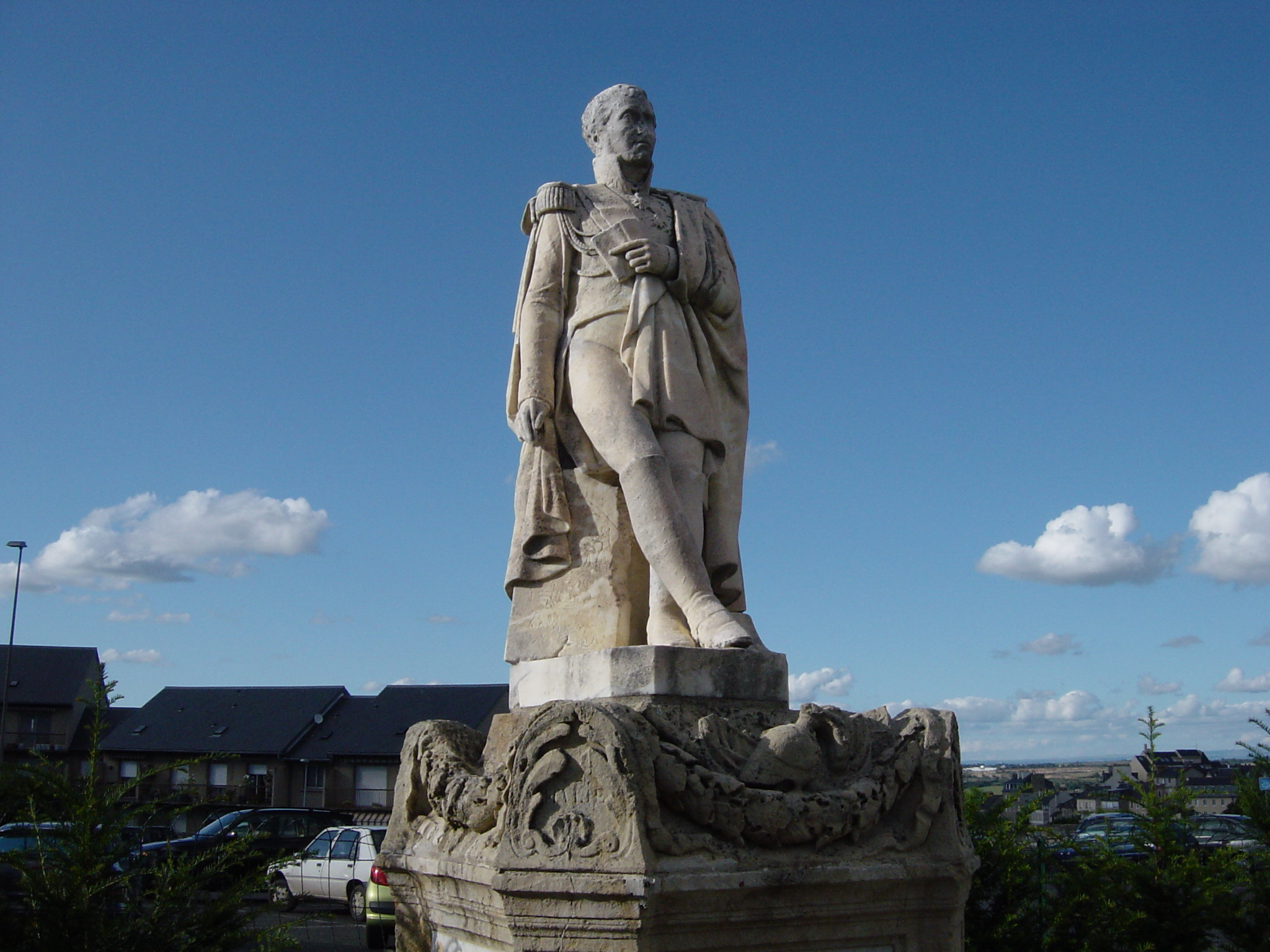
Statue du Général Tarayre à Rodez avant la démolition du jardin public du Faubourg.

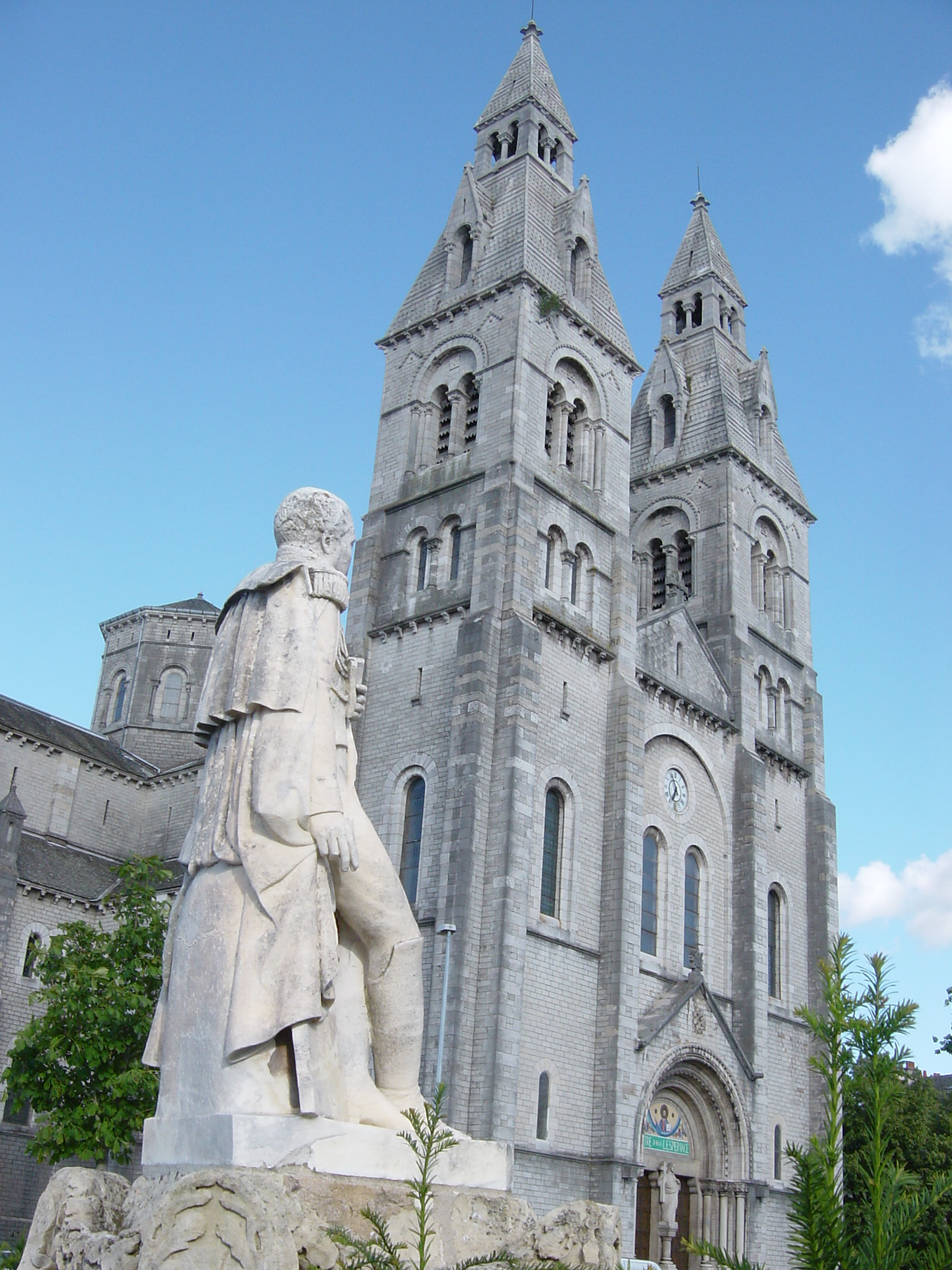
Statue devant l'église du Faubourg (Rodez)

Jean-Joseph Tarayre, né le 21 mai 1770 à Solsac, commune de Salles-la-Source, près de Marcillac-Vallon (Aveyron), mort le 27 novembre 1855 à Rodez (Aveyron), est un général français de la Révolution et de l’Empire.

## Un soldat républicain
Fils de Francois Tarayre et Antoinette Poujols, agriculteurs aisés, Jean-Joseph est le second d'une fratrie de douze enfants. Après des études au séminaire de Saint-Geniez-d'Olt, puis au collège de Rodez, il se fait remarquer pour son patriotisme et ses capacités intellectuelles, et on fait appel à lui pour représenter l'Aveyron à la fête de la Fédération du 14 juillet 1790.

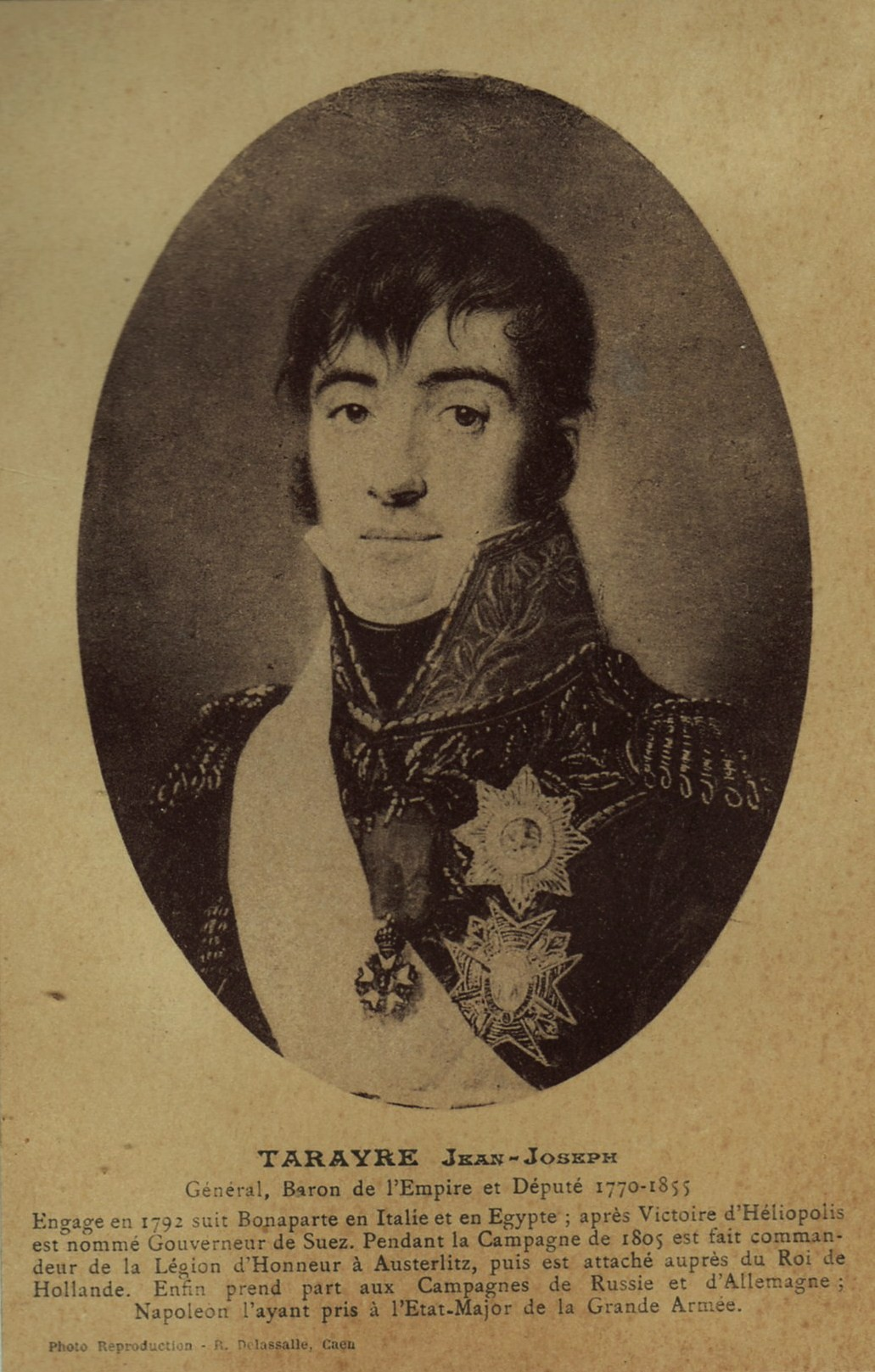
Portrait du général Tarayre.

Engagé volontaire et républicain convaincu, capitaine dans le 2e bataillon de volontaires de l’Aveyron le 4 juillet 1792, il sert à l'armée d'Italie de 1792 à 1797. Il est blessé d'un coup de feu à la jambe droite au siège de Toulon en décembre 1793. Il rejoint le Piémont (Italie), où il rencontre son ami et compatriote aveyronnais, Ignace-Blesmond Bernard, soldat engagé lui aussi volontaire, et recherché par les autorités locales.
Passé par amalgame à la 56e demi-brigade le 16 avril 1794, puis à la 85e demi-brigade de ligne le 9 juillet 1796, il embarque pour l'armée d'Orient en mai 1798. Il est blessé d'un coup de feu à la cuisse droite devant Saint-Jean-d'Acre le 19 avril 1799, puis d'un coup de feu à la poitrine après qu'il s'est emparé de la tour de brèche, et qu'il ait planté un drapeau le 9 mai suivant. Le 13 mai il est nommé provisoirement par Bonaparte chef de bataillon à la 85e demi-brigade, et le 9 juin commandant du fort de la Salahieh. Affecté à la division Reynier, il se signale à la bataille d'Héliopolis le 20 mars 1800. Il est nommé adjudant-général provisoire par le général Menou le 14 octobre 1800, et commandant de la place de Suez le 18 octobre suivant. Chef de brigade provisoire à la 21e demi-brigade lègère le 7 avril 1801, il se signale sous Belliard à la capitulation du Caire le 27 juin, où il est chargé de conclure la convention d'évacuation des troupes françaises. Embarqué le 9 août 1801, il est confirmé dans son grade de chef de brigade à son arrivée en France le 30 décembre 1801.
De 1803 à 1805, il est employé au camp de Bruges, puis à l'armée du Nord sous Louis Bonaparte en septembre 1805.

## Au service du roi de Hollande
Le 15 juillet 1806 il est nommé colonel des grenadiers de la garde du roi de Hollande, Louis Bonaparte, et le 1er août suivant il est autorisé par l'Empereur à passer au service de la Hollande. Général-major le 30 août 1806, colonel général de la Garde hollandaise le 27 novembre 1806, il est fait chevalier de l'ordre du mérite de Hollande le 1er janvier 1807, et grand-croix de l'ordre le 16 février 1807. Il est promu lieutenant-général dans l'armée hollandaise le 3 août 1808, et gouverneur de Berg-op-Zoom en 1809. Le 30 juillet 1809 il commande en chef les troupes hollandaises dirigées contre les Anglais, qui ont débarqué dans l'île de Walcheren le 30 juillet 1809.
Tarayre épouse Anna Cambier (1790-1817), fille de Jacob Jan Cambier ministre du roi de Hollande. Ils ont cinq enfants. En secondes noces, il épouse Élisabeth van Mierlo (1790-1871) qui lui donne une fille.

## Général et baron d'Empire
Démissionnaire du service de la Hollande le 30 janvier 1810, il est réadmis au service de la France le 23 janvier 1812 comme général de brigade. Il est créé baron de l'Empire en 1812. Le 9 février 1812 il est mis à la suite de l'état-major général de la Grande Armée, et il est fait grand-croix de l'ordre de la Réunion le 22 février suivant. Le 29 février il intègre l'état-major de la Grande Armée, pour la campagne de Russie, il se trouve à Kovno le 2 juin 1812, commande une brigade du 1er corps sous Davout le 15 septembre, et le 1er mars 1813 il commande la 1re brigade de la 4e division d'infanterie du corps d'observation du Rhin. Le 12 mars, il prend le commandement de la 1re brigade de la 11e division d'infanterie du 3e corps d'armée du maréchal Ney, et il prend part aux batailles de Lützen le 2 mai 1813, et de Bautzen du 20 au 21 mai 1813. Il est fait commandeur de la Légion d'honneur le 10 août 1813, et le 16 août il prend les fonctions de chef d'état-major du 3e corps d'armée à la place de Jomini. Il sert à Katzbach le 26 août 1813, à Leipzig du 16 au 18 octobre 1813, à Hanau le 30 octobre, et le 2 novembre suivant il prend le commandement d'une brigade de la 51e division du général Semellé au 4e corps d'armée.
Le 16 novembre 1813, il commande la 1re brigade de la division de réserve de Paris, chargé d'organiser en bataillon les gardes champêtres réunis à Versailles le 11 février 1814. Commandant le département de la Somme le 29 mars, il est mis en non activité le 1er septembre 1814. Le roi Louis XVIII le fait chevalier de Saint-Louis le 11 octobre 1814, et l'élève au grade de lieutenant-général le 20 janvier 1815. Le 6 avril 1815, pendant les Cent-Jours, il est employé au 1er corps de l'armée du Nord, et le 9 mai suivant, il est chargé de l'organisation des gardes nationales dans la 13e division militaire. Le 10 juillet 1815, il remet son commandement au général Bigarré, et il est mis en non activité le 1er août 1815.

## Après Napoléon
Le 11 septembre 1819, il est élu député du grand collège de la Charente-Inférieure, où il siège à l'extrême gauche, mais son élection est invalidée le 4 décembre pour vice de forme. Compris comme disponible dans le cadre de l'état-major général le 1er avril 1820, il est réélu député le 24 avril par 442 voix sur 689 votants. Il combat le projet de budget de 1821, et il est rappelé à l'ordre le 3 juillet 1820, pour avoir dit que le gouvernement ne jouissait plus de l'affection de la majorité des Français. Il est admis au traitement de non activité le 20 septembre 1820. En 1824, il ne se représente pas aux élections, et il se retire à Solsac. Commandant de la garde nationale de Rodez le 3 août 1830, il devient inspecteur des gardes nationales de cinq départements le 29 octobre de la même année. Passé dans le cadre de réserve le 7 février 1831, il est admis à la retraite le 1er juin 1835.
Retiré à Salles-la-Source entre 1840 et 1855, date de sa mort, il s'occupe pleinement de l'administration de son domaine à Billorgues. Il y mène d’intéressantes expériences agricoles. Il essaie d’appliquer sur son domaine les pratiques agricoles qu’il a vues lors de son séjour en Hollande.
Il sera président de la société d'agriculture du département de l’Aveyron et membre de la Société des lettres, sciences et arts de l'Aveyron. Au sein de cette société savante, il propose dès 1842 l'ouverture du canal de Suez, entre la Mer Méditerranée et la Mer Rouge.
Jean-Joseph Tarayre meurt le 27 novembre 1855 à Rodez.

## Distinctions
- Légion d'honneur
  - Chevalier de la Légion d'honneur le 11 décembre 1803.
  - Officier de la Légion d'honneur le 14 juin 1804.
  - Commandeur de la Légion d'honneur le 10 août 1813.
- Ordre royal et militaire de Saint-Louis
  - Chevalier de Saint-Louis le 11 octobre 1814.
- Grand-croix de l'ordre de l'Union le 16 février 1807
- Grand-croix de l'ordre de la Réunion le 22 février 1812

## Ouvrages
- Jean-Joseph Tarayre, De la Force des gouvernements, ou du Rapport que la force des gouvernements doit avoir avec leur nature et leur constitution, Paris, Aimé Comte, 1819.
- J.-J. Tarayre, Importance de l'Égypte et de l'isthme de Suez, Rodez, Carrère, 1855, 26 p.
- J.-J. Tarayre, Observations à M. Thiers sur son histoire : l'expédition des Anglais sur l'île de Walcheren, Rodez, Carrère, 1855.

## Hommages
À Rodez et à Salles-la-Source, une avenue porte son nom. Sa statue était érigée dans l'ancien cimetière Saint-Cyrice à Rodez, transformé en square du Sacré-Cœur.
Conférences :
- « Le général Tarayre, homme de guerre et de gouvernement » par Robert Taussat
- « J. Tarayre, l'agronome et l'industriel » par Jean Delmas
- « Billorgues à travers le temps » par Gérard Astorg